# Les nines russes
Les nines russes (francès: Les Poupées russes) és una pel·lícula de comèdia dramàtica romàntica del 2005. Representa la seqüela d'Una casa de bojos (2002) i la segona entrega de la trilogia Apartament espanyol, que conclou amb Nova vida a Nova York (2013). Cédric Klapisch va escriure i dirigir la pel·lícula, que té lloc a París, Londres, Sant Petersburg i Moscou. Klapisch va fer servir efectes digitals i de pantalla dividida, així com d'una narrativa no lineal. S'ha subtitulat al català.